# Kay Gottschalk
Pour les articles homonymes, voir Gottschalk.
Kay Gottschalk, né le 12 décembre 1965 à Hambourg, est un homme politique allemand (AfD) et membre du Bundestag.

## Biographie
Gottschalk vit à Viersen et a un double diplôme de gestion des affaires et de droit. Il travaille alors dans les assurances. Il fut auparavant membre de la SPD et est membre de l'assemblée de district de l'arrondissement de Hambourg-Mitte.

## Positions
Après les élections législatives de 2017, l'hebdomadaire Die Zeit a qualifié Gottschalk de membre « modéré » de l'AfD. Toutefois, dans un discours prononcé le 24 janvier 2018, lors de la cérémonie de présentation des vœux de l'AfD, Gottschalk a appelé au « boycott des commerces tenus par les Turcs », ce que le député AfD Stefan Keuter a dénoncé. Le député AfD Martin Renner Gottschalk demanda même sa démission.